# Haux (Pirenei Atlantici)
Haux è un comune francese di 98 abitanti situato nel dipartimento dei Pirenei Atlantici nella regione della Nuova Aquitania.

## Società

### Evoluzione demografica
Abitanti censiti